# Memoriał Alfreda Smoczyka 1993

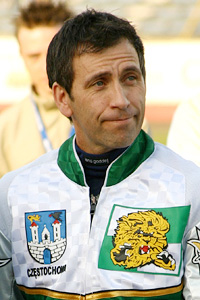
Greg Hancock

XLIII Memoriał Alfreda Smoczyka odbył się 10 czerwca 1993 r. Wygrał Amerykanin Greg Hancock.

## Wyniki
- 10 czerwca 1993 r. (czwartek), Stadion im. Alfreda Smoczyka (Leszno)
- najlepszy czas dnia: Jarosław Szymkowiak – w 2 wyścigu - 64,4 sek.

| Msc. | Zawodnik                | Klub                  | Pkt  |             |  |
| ---- | ----------------------- | --------------------- | ---- | ----------- |  |
| 1    | (5) Greg Hancock        | Unia Leszno           | 13+3 | (2,2,3,3,3) |  |
| 2    | (10) Zenon Kasprzak     | Unia Leszno           | 13+2 | (3,3,3,1,3) |  |
| 3    | (11) Jacek Krzyżaniak   | Apator Toruń          | 13+1 | (2,3,3,3,2) |  |
| 4    | (3) Tomasz Bajerski     | Apator Toruń          | 12   | (2,2,3,2,3) |  |
| 5    | (7) Jarosław Szymkowiak | Morawski Zielona Góra | 9+3  | (3,d,0,3,3) |  |
| 6    | (6) Jacek Rempała       | Unia Tarnów           | 9+2  | (0,2,2,3,2) |  |
| 7    | (16) Vladimír Kalina    | bez polskiego klubu   | 9+1  | (3,3,1,0,2) |  |
| 8    | (1) Roman Jankowski     | Unia Leszno           | 7    | (3,0,0,2,2) |  |
| 9    | (15) Dariusz Śledź      | Sparta Wrocław        | 5    | (2,1,0,2,d) |  |
| 10   | (13) Adam Pawliczek     | ROW Rybnik            | 5    | (t,w,2,2,1) |  |
| 11   | (8) Roman Matoušek      | Unia Leszno           | 5    | (1,d,2,1,1) |  |
| 12   | (9) Phillipe Berge      | ROW Rybnik            | 4    | (1,1,0,1,1) |  |
| 13   | (12) Grzegorz Rempała   | Unia Tarnów           | 3    | (0,1,2,0,0) |  |
| 14   | (2) Mirosław Korbel     | ROW Rybnik            | 3    | (1,1,1,0,0) |  |
| 15   | (14) Ronnie Correy      | Stal Rzeszów          | 2    | (d,0,1,1,-) |  |
| 16   | (4) Wojciech Załuski    | Sparta Wrocław        | 1    | (u,t,1,0,0) |  |
|      | rez. Robert Mikołajczak | Unia Leszno           | 3    | (1,2)       |  |
|      | rez. Dariusz Łowicki    | Unia Leszno           | 4    | (3,1)       |  |

Bieg po biegu
1. (65,3) Jankowski, Bajerski, Korbel, Załuski (u)
2. (64,4) Szymkowiak, Hancock, Matoušek, J. Rempała
3. (64,8) Kasprzak, Krzyżaniak, Berge, G. Rempała
4. (65,2) Kalina, Śledź, Mikołajczak, Correy, Pawliczek (t) / Mikołajczak za Pawliczka
5. (65,4) Łowicki, Hancock, Berge, Jankowski, Pawliczek (w) / Łowicki za Pawliczka
6. (65,2) Kasprzak, J. Rempała, Korbel, Correy
7. (65,4) Krzyżaniak,  Bajerski, Śledź, Szymkowiak (d)
8. (66,1) Kalina, Mikołajczak, G. Rempała, Matoušek, Załuski (t) / Mikołajczak za Załuskiego
9. (65,5) Krzyżaniak, J. Rempała, Kalina, Jankowski
10. (64,9) Hancock, G. Rempała, Korbel, Śledź
11. (65,3) Bajerski, Matoušek, Correy, Berge
12. (66,7) Kasprzka, Pawliczek, Załuski, Szymkowiak
13. (66,3) Szymkowiak, Jankowski, Correy, G. Rempała
14. (65,0) Krzyżaniak, Pawliczek, Matoušek, Korbel
15. (65,8) Hancock, Bajerski, Kasprzak, Kalina
16. (66,9) J. Rempała, Śledź, Berge, Załuski
17. (66,8) Kasprzak, Jankowski, Matoušek, Śledź (d)
18. (66,9) Szymkowiak, Kalina, Berge, Korbel
19. (65,9) Bajerski, J. Rempała, Pawliczek, G. Rempała
20. (65,8) Hancock, Krzyżaniak, Łowicki, Załuski / Łowicki za Correya
21. Bieg dodatkowy o piątek miejsce (67,1) Szymkowiak, J. Rempała, Kalina
22. Bieg dodatkowy o piątek miejsce (66,0) Hancock, Kasprzak, Krzyżaniak